# Sarcodexiopsis
Sarcodexiopsis är ett släkte av tvåvingar. Sarcodexiopsis ingår i familjen köttflugor.
Kladogram enligt Catalogue of Life:
| Sarcodexiopsis | \| \| Sarcodexiopsis annae \| \| \| \| \| \| Sarcodexiopsis prokopi \| \| \| \| \| \| Sarcodexiopsis salutaris \| \| \| \| |
|                | \| \| Sarcodexiopsis annae \| \| \| \| \| \| Sarcodexiopsis prokopi \| \| \| \| \| \| Sarcodexiopsis salutaris \| \| \| \| |
|                | Sarcodexiopsis annae |
|                | |
|                | Sarcodexiopsis prokopi |
|                | |
|                | Sarcodexiopsis salutaris                                                                                                   |
|                | |